# فيليب راي (لاعب كريكت)
فيليب راي (بالإنجليزية: Philip Ray)‏ (1806 - 23 يناير 1880) هو لاعب كريكت بريطاني (وحمل سابقاً جنسية المملكة المتحدة لبريطانيا العظمى وأيرلندا).